# Рівняння Ейнштейна
Рівня́ння Ейнште́йна — основні рівняння загальної теорії відносності. Невідомою величиною в рівняннях Ейнштейна є метричний тензор {\displaystyle g_{ik}}
{\displaystyle (1)\qquad R_{ik}-{1 \over 2}Rg_{ik}+\Lambda g_{ik}=8\pi {G \over c^{4}}T_{ik}}
де {\displaystyle R_{ik}} — тензор Річчі, {\displaystyle R} — скалярна кривина, {\displaystyle g_{ik}} — метричний тензор, {\displaystyle \Lambda } — космологічна константа, {\displaystyle T_{ik}} — тензор енергії-імпульсу, який визначає негравітуючу матерію, енергію та сили в довільній точці простору-часу, {\displaystyle \pi } — число пі, {\displaystyle c} — швидкість світла, {\displaystyle G} — гравітаційна стала, яка аналогічно фігурує у відповідному законі всесвітнього тяжіння Ньютона. Тензор Річчі, скалярне викривлення та тензор енергії-імпульсу теж залежать від метричного тензора.
У загальному випадку рівняння Ейнштейна містить космологічну константу, хоча пізніше Ейнштейн відмовився від її використання. Космологічна константа була запроваджена для того, щоб досягти стаціонарності Всесвіту, але відкриття червоного зсуву заклало сумніви в стаціонарності. Космологічна константа, можливо, відповідає темній енергії.
Інформація про розподіл мас і полів міститься в тензорі енергії-імпульсу. Для повного розгляду фізичної системи рівняння Ейнштейна повинні бути доповненими рівнянням стану матерії.

## Виведення рівняння Ейнштейна
Спробуємо вивести рівняння гравітації, яке б узгоджувалося з принципами загальної теорії відносності і в граничному випадку малих мас і малих швидкостей переходило в класичний закон Всесвітнього тяжіння Ньютона. Для виводу достатньо розглянути тільки статичну задачу, коли маси не рухаються і гравітаційне поле не змінюється з часом[джерело?]. В класичному випадку прискорення вільного падіння {\displaystyle \mathbf {g} } до тяжіючого центру {\displaystyle m} дається формулою обернених квадратів:
{\displaystyle (2)\qquad \mathbf {g} =-{Gm \over r^{2}}{\mathbf {r}  \over r}}
Ця сила виявляється консервативною, і аналогічно до електростатики ми можемо розглядати гравітаційний потенціал {\displaystyle \phi }:
{\displaystyle (3)\qquad \phi =-{Gm \over r}}
Прискорення вільного падіння дорівнює взятому зі знаком мінус градієнту потенціалу:
{\displaystyle (4)\qquad \mathbf {g} =-\nabla \phi }
а із формули (3), повністю аналогічно до електростатики, одержуємо наступне рівняння Лапласа:
{\displaystyle (5)\qquad \nabla ^{2}\phi =4\pi G\rho }
де {\displaystyle \rho } - густина маси. Це рівняння класичної механіки ми візьмемо за основу і спробуємо знайти його релятивістський аналог.
При переході до загальної теорії відносності ми повинні замінити густину маси {\displaystyle \rho } релятивістськи-інваріантною величиною. Такою величиною, до того ж приблизно пропорційною густині {\displaystyle \rho }, є тензор енергії-імпульсу {\displaystyle T_{ij}}. Оскільки маси нерухомі, то потоку енергії немає, і недіагональні елементи тезора {\displaystyle T_{ij}} дорівнюють нулю. Також ми можемо знехтувати напруженнями всередині фізичного тіла у порівнянні з дуже великою щільністю енергії спокою {\displaystyle W=\rho c^{2}}. Таким чином, в нашому випадку в тензорі енергії-імпульсу відмінна від нуля лише одна часова компонента:
{\displaystyle (6)\qquad (T_{ij})={\begin{bmatrix}\rho c^{2}&0&0&0\\0&0&0&0\\0&0&0&0\\0&0&0&0\end{bmatrix}}}
Цей тензор стоятиме (з деяким коефіцієнтом пропорційності) в правій частині шуканого рівняння - він породжує гравітацію. А що ми повинні написати в лівій частині, тобто що таке гравітація? Відповідь дав Ейнштейн, сформулювавши принцип еквівалентності - це викривлення чотиривимірного простору-часу. Сила тяжіння обчислюється за тією ж формулою, що й сили інерції в неінерційних системах координат:
{\displaystyle (7)\qquad F^{i}=-m\Gamma _{jk}^{i}{\dot {x}}^{j}{\dot {x}}^{k}}
Відповідно коваріантна координата сили тяжіння в тривимірному просторі (знак мінус враховує псевдоевклідовість):
{\displaystyle (8)\qquad F_{i}=m\Gamma _{jk,i}{\dot {x}}^{j}{\dot {x}}^{k}}
У цій формулі похідна координат береться по власному часу {\displaystyle \tau } матеріальної точки: 
{\displaystyle {\dot {x}}^{j}={dx^{j} \over d\tau }}
Ми візьмемо для вимірювання сили тяжіння нерухоме пробне тіло масою {\displaystyle m}. Вздовж світової лінії цього тіла змінюється лише нульова координата {\displaystyle {\dot {x}}^{0}=c}, тому:
{\displaystyle (9)\qquad g_{i}=c^{2}\Gamma _{00,i}={c^{2} \over 2}\left(\partial _{0}g_{i0}+\partial _{0}g_{0i}-\partial _{i}g_{00}\right)=-{\partial  \over \partial x^{i}}\left({c^{2}g_{00} \over 2}\right)}
Прирівнюючи формули (4) і (9) знаходимо, що нульова компонента метричного тензора пов'язана з гравітаційним потенціалом:
{\displaystyle (10)\qquad \phi ={c^{2}g_{00} \over 2}+const}
Константу інтегрування ми можемо знайти, знаючи що на нескінченності (великій відстані від тяжіючих тіл) нульова компонента метричного тензора дорівнює одиниці, а потенціал перетворюється в нуль згідно з формулою (3). Отже:
{\displaystyle (11)\qquad g_{00}=1+{2\phi  \over c^{2}}}
Тепер ми готові підібрати релятивістський аналог для лівої частини формули (5). Ясно, що цей аналог повинен містити другі похідні метричного тензора {\displaystyle g_{ij}} і одночасно бути тензором, щоб задовольнити основну вимогу загальної теорії відносності - бути інваріантним щодо довільної заміни системи координат. Ми не можемо використати частинні похідні {\displaystyle \partial ^{2}g_{ij} \over \partial x^{k}\partial x^{l}} самі по собі, оскільки вони не є тензором (при заміні системи координат перетворюються не за тензорними правилами). Також ми не можемо скористатися коваріантною похідною, оскільки відомо, що коваріантна похідна метричного тензора {\displaystyle \nabla _{k}g_{ij}} тотожно дорівнює нулю. Але нам підходить тензор внутрішньої кривини (тензор Рімана):
{\displaystyle (12)\qquad R_{\;ijk}^{s}=\partial _{j}\Gamma _{ki}^{s}-\partial _{k}\Gamma _{ji}^{s}+\Gamma _{jp}^{s}\Gamma _{ki}^{p}-\Gamma _{kp}^{s}\Gamma _{ji}^{p}}
{\displaystyle (13)\qquad R_{pijk}={1 \over 2}\left({\partial ^{2}g_{ij} \over \partial x^{k}\partial x^{p}}+{\partial ^{2}g_{kp} \over \partial x^{i}\partial x^{j}}-{\partial ^{2}g_{ik} \over \partial x^{j}\partial x^{p}}-{\partial ^{2}g_{jp} \over \partial x^{i}\partial x^{k}}\right)+\Gamma _{ij}^{s}\Gamma _{kp,s}-\Gamma _{ik}^{s}\Gamma _{jp,s}}
Ясно, що при малому викривленні простору-часу ми можемо вибрати близьку до декартової систему координат. В ній символи Крістофеля будуть близькими до нуля, тому відкинувши (два останні) квадратичні доданки в формулі (13) ми в правій частині матимемо суму других похідних від метричного тензора. В цій сумі також будуть присутні другі похідні від {\displaystyle g_{00}}, тобто від гравітаційного потенціалу (формула 11).
Тензор Рімана {\displaystyle R_{pijk}} має чотири індекси, тому ми не можемо його безпосередньо прирівнювати до тензора енергії-імпульсу {\displaystyle T_{ij}} з двома індексами. Зменшити кількість індексів можна, розглядаючи лінійні комбінації компонент тензора Рімана (12). Очевидно, ці лінійні комбінації теж містять суму інших похідних від гравітаційного потенціалу {\displaystyle \phi } (так що залишається надія одержати аналог лівої частини формули (5)). Ми не будемо вводити нових фізичних величин, а скористаємося для коефіцієнтів цих лінійних комбінацій самим метричним тензором - тобто розглянемо згортки тензора Рімана. Однократна згортка тензора {\displaystyle R_{\;ijk}^{s}} за індексами {\displaystyle (sj)} дає тензор Річчі R_{ik}:
{\displaystyle (14)\qquad R_{ik}=R_{\;isk}^{s}}
Цей тензор симетричний і має два індекси, як і в тензора енергії-імпульсу {\displaystyle T_{ij}}. Але окрім (14) ми можемо утворити ще один симетричний тензор, помноживши метричний тензор {\displaystyle g_{ij}} на скалярну кривину {\displaystyle R}, яка є згорткою тензора Річчі:
{\displaystyle (15)\qquad R=g^{ij}R_{ij}}
Отже природними кандидатами на релятивістське узагальнення рівняння (5) є такі лінійні комбінації:
{\displaystyle (16)\qquad \alpha R_{ij}+\beta Rg_{ij}=kT_{ij}}
де коефіцієнти {\displaystyle (\alpha ,\beta ,k)} є константами. Ці коефіцієнти можна уточнити, скориставшись локальним законом збереження енергії-імпульсу:
{\displaystyle (17)\qquad \nabla ^{j}T_{ij}=0}
Отже дивергенція від лівої частини формули (16) повинна дорівнювати нулю. Якби тензор Рімана був зовсім довільним, то добитися нульової дивергенції ми не змогли б ні при яких ненульових константах {\displaystyle (\alpha ,\beta )}. Але на щастя, як чисто математична властивість, коваріантні похідні тензора Рімана пов'язані диференціальною тотожністю Біанкі: 
{\displaystyle (18)\qquad \nabla _{i}R_{jkpq}+\nabla _{j}R_{kipq}+\nabla _{k}R_{ijpq}=0}
Згорнемо цю тотожність спочатку за індексами {\displaystyle (k,q)}, а потім за {\displaystyle (j,p)}:
{\displaystyle (19)\qquad \nabla _{i}R_{jp}-\nabla _{j}R_{ip}+\nabla ^{k}R_{ijpk}=0}
{\displaystyle (20)\qquad \nabla _{i}R-\nabla _{j}R_{ij}-\nabla ^{k}R_{ik}=0}
Із останньої рівності, перейменувавши індекс, за яким проходить згортка, ми можемо виразити дивергенцію тензора Річчі {\displaystyle \nabla ^{j}R_{ij}} через градієнт скалярної кривини {\displaystyle \nabla _{i}R}:
{\displaystyle (21)\qquad \nabla ^{j}R_{ij}={1 \over 2}\nabla _{i}R}
Тепер ми готові, щоб застосувати дивергенцію до рівняння (16):
{\displaystyle (22)\qquad \nabla ^{j}\left(\alpha R_{ij}+\beta Rg_{ij}\right)={\alpha  \over 2}\nabla _{i}R+\beta \nabla _{i}R=\left({\alpha  \over 2}+\beta \right)\nabla _{i}R=0}
Ця рівність (закон збереження енергії-імпульсу) буде тотожно задовольнятися, якщо коефіцієнт {\displaystyle \beta } дорівнює:
{\displaystyle (23)\qquad \beta =-{\alpha  \over 2}}
Ясно, що тепер коефіцієнт {\displaystyle \alpha } не може дорівнювати нулю (інакше з врахуванням (23) і (16) тензор {\displaystyle T_{ij}} був би тотожним нулем). Поділимо рівність (16) на {\displaystyle \alpha } і перепозначимо поки що невідому константу {\displaystyle k}. В результаті приходимо до такого рівняння гравітації:
{\displaystyle (24)\qquad R_{ij}-{1 \over 2}Rg_{ij}=kT_{ij}}
Нам залишилось знайти константу {\displaystyle k}. Для цього треба показати, що в наближенні слабкого поля, ліва частина рівняння (24) дорівнює з деяким коефіцієнтом лапласіану гравітаційного потенціалу {\displaystyle \nabla ^{2}\phi } і обчислити цей коефіцієнт. Це не зовсім тривіально, оскільки окрім часової компоненти {\displaystyle g_{00}} метричного тензора (формула 11), решта компонент може також змінюватися. Деталі обчислення дивіться в статті Слабке гравітаційне поле.

## Варіаційний принцип і лагранжіан гравітаційного поля
Вираз в лівій частині рівняння (24) є тензором Ейнштейна другого степеня:
{\displaystyle (25)\qquad G_{ij}^{[2]}=R_{ij}-{R \over 2}g_{ij}}
який можна одержати варіацією інтеграла Ґаусса:
{\displaystyle (26)\qquad \delta \int K^{[2]}d\tau ={1 \over 2}\int G_{ij}^{[2]}\delta g^{ij}d\tau }
при зміні метричного тензора {\displaystyle g_{ij}} на малу величину {\displaystyle \delta g_{ij}}.
Кривина Ґаусса другого степеня {\displaystyle K^{[2]}} дорівнює половині скалярної кривини:
{\displaystyle (27)\qquad K^{[2]}=R/2}
Оскільки для матерії (зокрема для електромагнітного поля) тензор енергії-імпульсу теж утворюється з лагранжіана подібним чином як коефіцієнт при варіації метрики[джерело?], наприклад:
{\displaystyle (28)\qquad \delta \int Ld\tau =\int \left[{1 \over 2}T_{ij}\delta g^{ij}+\left({\partial L \over \partial \phi }-{\partial  \over \partial x^{i}}{\partial L \over \partial {\partial \phi  \over \partial x^{i}}}\right)\delta \phi \right]d\tau }
то віднімаючи від (28) попередньо помножене рівняння (26) (з належним множником, оберненим до коефіцієнта в правій частині рівняння (1)) одержимо сукупний лагранжіан матерії та гравітаційного поля:
{\displaystyle (29)\qquad L_{\text{total}}=L-{c^{4} \over 16\pi G}R}
при варіації якого одержується все: як рівняння Ейнштейна для гравітації, так і рівняння руху матерії:
{\displaystyle (30)\qquad \delta \int L_{\text{total}}d\tau =\int \left[{1 \over 2}\left(T_{ij}-{c^{4} \over 8\pi G}G_{ij}\right)\delta g^{ij}+\left({\partial L \over \partial \phi }-{\partial  \over \partial x^{i}}{\partial L \over \partial {\partial \phi  \over \partial x^{i}}}\right)\delta \phi \right]d\tau }
Другий доданок в правій частині (29) є лагранжіаном гравітаційного поля:
{\displaystyle (31)\qquad L_{g}=-{c^{4} \over 16\pi G}R={c^{4} \over 8\pi G}\left(-K^{[2]}\right)}

## Філософія щодо єдності законів фізики
Варіаційний принцип зустрічається не тільки тут, але в усіх основних розділах фізики: класичній механіці, квантовій механіці, електродинаміці, теорії відносності. Така поширеність наводить на думку, що всі закони фізики пов'язані якимось (ще невідомим науці) одним універсальним рівнянням[джерело?]. Це рівняння може утворюватись варіацією "всезагальної дії" від деякого загального лагранжіана. Сам Альберт Ейнштейн займався пошуками цього рівняння, хоча без значних успіхів. Одним із результатів Ейнштейна є поправка із космологічною сталою.

## Поправки до рівняння Ейнштейна
Розглянемо замість виразу (31) будь-яку функцію від тензора Рімана та його коваріантних похідних, яка утворює скаляр за тензорними правилами.
Наприклад:
{\displaystyle (32)\qquad L_{g}={c^{4} \over 8\pi G}\left(-{R \over 2}+\Lambda +a_{1}{\sqrt {R}}+a_{2}R^{2}+a_{3}(R_{j}^{i}R_{i}^{j})+\dots \right)}
Тоді при варіації цього узагальненого лагранжіана ми одержимо Узагальнений тензор Ейнштейна. Він наслідує основні властивості тензора Ейнштейна (формула 25) другого степеня: симетричний, релятивістськи інваріантний, нульова дивергенція. Єдина умова на поправки в формулі (32): вони мають бути малими в масштабах ближнього космосу (тобто Сонячної системи), щоб виконувався закон тяжіння Ньютона. Але в інших масштабах вони можуть проявитися. Зокрема члени з {\displaystyle \Lambda ,\;a_{1}} при великих масштабах - вселенських і галактичних. Квадратичні члени з {\displaystyle a_{2},\;a_{3}} можуть проявитися в малих, зокрема мікроскопічних масштабах. Докладніше це описано в статті Поправки до рівняння Ейнштейна.

## Розв'язки
Рівняння Ейнштейна нелінійні й розв'язки можна знайти в дуже обмеженій кількості випадків. Найвідоміший розв'язок — метрика Шварцшильда для сферично-симетричного розподілу маси.